# Абденего Нанкіши
Абденего Н'Лола Нанкіши (нім. Abdenego N'Lola Nankishi, нар. 6 липня 2002, Бремергафен, Німеччина) — німецький футболіст ангольського походження, нападник клубу «Вердер».

## Ігрова кар'єра

### Клубна
Займатися футболом Абденего Нанкіши почав у своєму рідному місті Бремергафен. У 2014 році він приєднався до футбольної академії клубу «Вердер». З 2020 року футболіст почав свої виступи у другій команді в Регіональній лізі. А наступного року Нанкіши був внесений до заявки першої команди. Першу гру на професійному рівні Нанкіши провів 7 серпня 2021 року у кубковому матчі проти «Оснабрюка».
У серпні 2022 року Нанкіши був відправлений в оренду до кінця сезону у нідерландський клуб «Гераклес», з яким він виграв турнір другого дивізіону і влітку 2023 року термін оренди було продовжено. І 12 серпня 2023 року у матчі проти «Аякса» Нанкіши дебютував у вищому дивізіоні чемпіонату Нідерландів.
31 січня 2024 року нападник також на правах оренди перейшов до німецького клубу «Мюнхен 1860», де грав до кінця сезону. Після чого повернувся до складу «Вердера».

### Збірна
Народжений у Німеччині, Абденего Нанкіши має ангольське походження. З 2019 року він захищає кольори юнацьких збірних Німеччини.